# Staurodesmus crassus
Staurodesmus crassus  là một loài Song tinh tảo trong họ Desmidiaceae, thuộc chi Staurodesmus.